# Hohneck
Tercera Cumbre de las montañas de los Vosgos, con 1.363 metros de altitud, el Hohneck domina la cresta que separa Alsacia-Lorena. Debajo de la cima está equipada estación de esquí de La Bresse Hohneck. Un globo cercano, situado a 1,5 km al este y alcanzando un máximo de 1.272 metros, se llama Pequeño Hohneck.

## Geografía
Su territorio está dividido entre los municipios de La Bresse, en los Vosgos, y Metzeral Stosswihr en Alto Rin. Las laderas en verano dan la bienvenida a las vacas de los Vosgos. El pico también alberga rebaños de rebecos.
Se puede acceder desde la Ruta de Crest por un camino transitable sin fin. El tránsito vehicular y peatonal se regula en interés de preservar el sitio. El camino que conecta Petit Hohneck Hohneck Schiessrothried vistas al lago.
El lado oeste (Lorena) desde la parte superior es suave pendiente y corresponde a la penillanura herciniana antigua peralte el levantamiento de los Alpes en el Terciario. Es muy húmedo, que reciben todas las aguas de los vientos del océano. Todos los ríos desembocan en la cuenca del río Mosela.
La pendiente es (Alsacia), muy fuerte, tiene un cuasi-Alpes. Corresponde a la línea del valle del Rift Rin, debido a la misma altura de los Alpes. Además, circos glaciares han excavado el Cuaternario, proporcionando un lugar propicio para los lagos y pantanos. Los ríos desembocan en el río Ill.
- Datos: Q1624140
- Multimedia: Hohneck / Q1624140